# Olabarrieta (Motrico)
Olabarrieta es una entidad de población española del municipio de Motrico, perteneciente a la provincia de Guipúzcoa, en la comunidad autónoma del País Vasco. En 2022, tenía empadronados veintiséis habitantes.